# Campionati mondiali di lotta 2018
I Campionati mondiali di lotta 2018 si sono svolti presso la Budapest Sports Arena di Budapest, in Ungheria, dal 20 al 28 ottobre 2018.

## Medagliere
| Pos.   | Paese          | Oro | Argento | Bronzo | Totale |
| ------ | -------------- | --- | ------- | ------ | ------ |
| 1      | Russia         | 10  | 1       | 2      | 13     |
| 2      | Giappone       | 5   | 1       | 4      | 10     |
| 3      | Stati Uniti    | 4   | 3       | 5      | 12     |
| 4      | Turchia        | 1   | 4       | 4      | 9      |
| 5      | Azerbaigian    | 1   | 2       | 2      | 5      |
| 6      | Bulgaria       | 1   | 2       | 1      | 4      |
| 6      | Ungheria       | 1   | 2       | 1      | 4      |
| 8      | Cina           | 1   | 1       | 5      | 7      |
| 9      | Georgia        | 1   | 1       | 4      | 6      |
| 10     | Ucraina        | 1   | 1       | 3      | 5      |
| 11     | Canada         | 1   | 1       | 2      | 4      |
| 12     | Cuba           | 1   | 0       | 4      | 5      |
| 13     | Finlandia      | 1   | 0       | 0      | 1      |
| 13     | Germania       | 1   | 0       | 0      | 1      |
| 15     | Bielorussia    | 0   | 2       | 2      | 4      |
| 16     | Kazakistan     | 0   | 1       | 2      | 3      |
| 16     | Mongolia       | 0   | 1       | 2      | 3      |
| 16     | Serbia         | 0   | 1       | 2      | 3      |
| 19     | India          | 0   | 1       | 1      | 2      |
| 19     | Uzbekistan     | 0   | 1       | 1      | 2      |
| 21     | Bahrein        | 0   | 1       | 0      | 1      |
| 21     | Francia        | 0   | 1       | 0      | 1      |
| 21     | Kirghizistan   | 0   | 1       | 0      | 1      |
| 21     | Moldavia       | 0   | 1       | 0      | 1      |
| 25     | Iran           | 0   | 0       | 4      | 4      |
| 26     | Armenia        | 0   | 0       | 2      | 2      |
| 26     | Corea del Sud  | 0   | 0       | 2      | 2      |
| 28     | Austria        | 0   | 0       | 1      | 1      |
| 28     | Corea del Nord | 0   | 0       | 1      | 1      |
| 28     | Italia         | 0   | 0       | 1      | 1      |
| 28     | Polonia        | 0   | 0       | 1      | 1      |
| 28     | Spagna         | 0   | 0       | 1      | 1      |
| Totale | Totale         | 30  | 30      | 60     | 120    |

## Classifica squadre
| Pos. | Lotta libera maschile | Lotta libera maschile | Lotta greco-romana | Lotta greco-romana | Lotta libera femminile | Lotta libera femminile |
| Pos. | Squadra               | Punti                 | Squadra            | Punti              | Squadra                | Punti                  |
| ---- | --------------------- | --------------------- | ------------------ | ------------------ | ---------------------- | ---------------------- |
| 1    | Russia                | 178                   | Russia             | 178                | Giappone               | 156                    |
| 2    | Stati Uniti           | 150                   | Ungheria           | 83                 | Cina                   | 119                    |
| 3    | Georgia               | 105                   | Turchia            | 75                 | Stati Uniti            | 103                    |
| 4    | Cuba                  | 67                    | Azerbaigian        | 60                 | Canada                 | 89                     |
| 5    | Giappone              | 67                    | Serbia             | 60                 | Mongolia               | 71                     |
| 6    | Iran                  | 65                    | Armenia            | 56                 | Ucraina                | 59                     |
| 7    | Mongolia              | 57                    | Germania           | 49                 | Turchia                | 55                     |
| 8    | Turchia               | 53                    | Cina               | 49                 | India                  | 51                     |
| 9    | Azerbaigian           | 44                    | Kirghizistan       | 42                 | Bulgaria               | 47                     |
| 10   | Bielorussia           | 41                    | Ucraina            | 39                 | Azerbaigian            | 41                     |

## Podi

### Lotta libera maschile
| Evento        | Oro                        | Argento             | Bronzo                                   |
| fino a 57 kg  | Zaur Uguev                 | Nurislam Sanayev    | Yūki Takahashi Süleyman Atlı             |
| fino a 61 kg  | Yowlys Bonne               | Gadžimurad Rašidov  | Joseph Colon Tümenbileguiin Tüvshintulga |
| fino a 65 kg  | Takuto Otoguro             | Bajrang Punia       | Akhmed Chakaev Alejandro Valdés Tobier   |
| fino a 70 kg  | Magomedrasul Gazimagomedov | Adam Batirov        | Franklin Marén Zurabi Iakobishvili       |
| fino a 74 kg  | Zaurbek Sidakov            | Avtandil Kentchadze | Jordan Burroughs Bekzod Abdurakhmonov    |
| fino a 79 kg  | Kyle Dake                  | Cəbrayıl Həsənov    | Ali Šabanaŭ Akhmed Gadzhimagomedov       |
| fino a 86 kg  | David Taylor               | Fatih Erdin         | Taimuraz Friev Hassan Yazdani            |
| fino a 92 kg  | J'den Cox                  | Ivan Yankouski      | Atsushi Matsumoto Alireza Karimi         |
| fino a 97 kg  | Abdulrašid Sadulaev        | Kyle Snyder         | Abraham Conyedo Elizbar Odikadze         |
| fino a 125 kg | Geno Petriashvili          | Deng Zhiwei         | Nick Gwiazdowski Parviz Hadi             |

### Lotta greco-romana maschile
| Evento        | Oro                 | Argento                | Bronzo                                 |
| fino a 55 kg  | Eldəniz Əzizli      | Zholaman Sharshenbekov | Ekrem Öztürk Nugzari Tsurtsumia        |
| fino a 60 kg  | Sergej Emelin       | Victor Ciobanu         | Aidos Sultangali Walihan Sailike       |
| fino a 63 kg  | Stepan Marjanjan    | El'murat Tasmuradov    | Lenur Temirov Rahman Bilici            |
| fino a 67 kg  | Artëm Surkov        | Davor Štefanek         | Meirzhan Shermakhanbet Gevorg Sahakyan |
| fino a 72 kg  | Frank Stäbler       | Bálint Korpási         | Rəsul Çunayev Aik Mnatsakanian         |
| fino a 77 kg  | Aleksandr Čechirkin | Tamás Lőrincz          | Kim Hyeon-woo Viktor Nemeš             |
| fino a 82 kg  | Péter Bácsi         | Emrah Kuş              | Viktar Sasunouski Maksim Manukyan      |
| fino a 87 kg  | Metehan Başar       | Žan Belenjuk           | Robert' K'obliashvili Artur Shahinyan  |
| fino a 97 kg  | Musa Evloev         | Kiril Milov            | Mihail Kadžaja Mahdi Aliyari           |
| fino a 130 kg | Sergej Semënov      | Adam Coon              | Óscar Pino Kim Min-seok                |

### Lotta libera femminile
| Evento       | Oro               | Argento                | Bronzo                          |
| fino a 50 kg | Yui Susaki        | Marija Stadnyk         | Oksana Livač Sun Yanan          |
| fino a 53 kg | Haruna Okuno      | Sarah Hildebrandt      | Diana Weicker Pang Qianyu       |
| fino a 55 kg | Mayu Mukaida      | Zalina Sidakova        | Lianna Montero Jong Myong-suk   |
| fino a 57 kg | Rong Ningning     | Biljana Dudova         | Emese Barka Pooja Dhanda        |
| fino a 59 kg | Risako Kawai      | Elif Jale Yeşilırmak   | Baatarjavyn Shoovdor Pei Xingru |
| fino a 62 kg | Tajbe Jusein      | Yukako Kawai           | Julija Tkač Mallory Velte       |
| fino a 65 kg | Petra Olli        | Danielle Lappage       | Ayana Gempei Irina Netreba      |
| fino a 68 kg | Alla Čerkasova    | Koumba Larroque        | Tamyra Mensah Zhou Feng         |
| fino a 72 kg | Justina Di Stasio | Ochirbatyn Nasanburmaa | Martina Kuenz Buse Tosun        |
| fino a 76 kg | Adeline Gray      | Yasemin Adar           | Erica Wiebe Hiroe Minagawa      |